# Vikram Samvat
Vikram Samvat (també Bikram Sambat, o Vikram Samwat, en devanagari: विक्रम संवत्, abreujat «V.S.») és el nom del calendari establert per l'emperador indi Vikramaditya. Es tracta d'un dels diversos calendaris hindús, ja que a l'Índia n'hi ha diversos en ús. També és el calendari oficial de Bangladesh i del Nepal.
D'entre els calendaris indis es poden citar:
- Vikrama Samvat: lunar i sideral solar per anys.
- Shaka Samvat (tradicional): lunar i solar tropical.
- Calendari Bangla: solar tropical per anys.
- Tamilnadu / Kerala: solar tropical per anys, com el calendari Malayalam.
- Nepalès Bikram Sambat: solar tropical per anys.

La majoria de les festes a l'Índia estan basades en els dos primers calendaris. Alguns es basen en el cicle solar com el Sankranti (solar sideral) i el Baisakhi (solar tropical).